# 2009-es U17-es labdarúgó-világbajnokság
A 2009-es U17-es labdarúgó-világbajnokság volt a tizenharmadik a versenykiírásban. A világbajnokságot Nigériában rendezték október 24. és november 15. között. A tornán 1992. január 1. után született labdarúgók vehettek részt.

## Helyszínek
A FIFA kilenc helyszín közül választotta ki a nyolc rendező várost.
| Város     | Stadion                         | Befogadóképesség |
| --------- | ------------------------------- | ---------------- |
| Abuja     | Abuja Stadion                   | 60 000           |
| Lagos     | Teslim Balogun Stadion          | 24 325           |
| Enugu     | Nnamdi Azikiwe Stadion          | 22 000           |
| Kano      | Sani Abacha Stadion             | 18 000           |
| Calabar   | U.J. Esuene Stadion             | 16 000           |
| Kaduna    | Ahmadou Bello Stadion           | 16 000           |
| Bauchi    | Abubarkar Tafawa Balewa Stadion | 15 000           |
| Ijebu-Ode | Gateway Stadion                 | 20 000           |

## Résztvevők
| Szövetség                                         | Selejtező torna                                 | Csapatok                                                                    |
| ------------------------------------------------- | ----------------------------------------------- | --------------------------------------------------------------------------- |
| AFC (Ázsia)                                       | 2008-as U16-os Ázsia-kupa                       | Irán · Dél-Korea · Japán · Egyesült Arab Emírségek                          |
| CAF (Afrika)                                      | 2009-es U17-es Afrika-kupa                      | Gambia · Algéria · Malawi · Burkina Faso                                    |
| CONCACAF (Észak és Közép-amerikai, Karibi térség) | 2009-es U17-es CONCACAF-aranykupa               | Mexikó · Egyesült Államok · Costa Rica · Honduras                           |
| CONMEBOL (Dél-Amerika)                            | 2009-es U17-es dél-amerikai labdarúgó-bajnokság | Brazília · Argentína · Uruguay · Kolumbia                                   |
| OFC (Óceánia)                                     | 2009-es U17-es óceániai selejtező-torna         | Új-Zéland                                                                   |
| UEFA (Európa)                                     | 2009-es U17-es labdarúgó-Európa-bajnokság       | Németország · Hollandia · Svájc · Olaszország · Spanyolország · Törökország |
| Rendező ország                                    | Rendező ország                                  | Nigéria                                                                     |

## Játékvezetők
| Afrika - Mohammed Benúza - Jerome Damon - Koman Coulibaly - Eddy Maillet Ázsia - Subkhiddin Mohd Salleh - Ravshan Ermatov Dél-Amerika - Carlos Amarilla - Pablo Pozo - Martín Vázquez | Észak-, Közép-Amerika és a Karibi-térség - Carlos Batres - Jair Marrufo Európa - Massimo Busacca - Kassai Viktor - Stéphane Lannoy - Tom Henning Øvrebø - Wolfgang Stark - Howard Webb Óceánia - Michael Hester - Peter O'Leary |

## Eredmények

### Csoportkör
Sorrend meghatározása

A FIFA versenyszabályzata alapján, ha két vagy több csapat a csoportmérkőzések után azonos pontszámmal állt, az alábbiak alapján kellett meghatározni a sorrendet:
1. az összes mérkőzésen szerzett több pont (egy győzelemért 3, egy döntetlenért 1 pont jár, a vereségért nem jár pont)
2. az összes mérkőzésen elért jobb gólkülönbség
3. az összes mérkőzésen szerzett több gól

Ha az első három kritérium alapján két vagy több csapat továbbra is azonos eredménnyel áll, akkor az alábbiak alapján kell meghatározni a sorrendet:
1. az azonosan álló csapatok mérkőzésein szerzett több pont
2. az azonosan álló csapatok mérkőzésein elért jobb gólkülönbség
3. az azonosan álló csapatok mérkőzésein szerzett több gól
4. fair play pontszám
5. sorsolás

A csoportokból az első két helyezett, illetve a négy legjobb harmadik helyezett jutott tovább a nyolcaddöntőbe.
| Jelmagyarázat |
| --- |
| A csoportok első két helyezettje bejutott az egyenes kieséses szakaszba                                               |
| A csoportok négy legjobb harmadik helyezettje bejutott az egyenes kieséses szakaszba                                  |
| A csoportok két legrosszabb harmadik helyezettjének és a csoportok negyedik helyezettjének véget ért a világbajnokság |

#### A csoport
| Csapat      | M | Gy | D | V | G+ | G– | Gk | P |
| ----------- | - | -- | - | - | -- | -- | -- | - |
| Nigéria     | 3 | 2  | 1 | 0 | 6  | 4  | +2 | 7 |
| Argentína   | 3 | 2  | 0 | 1 | 4  | 3  | +1 | 6 |
| Németország | 3 | 1  | 1 | 1 | 7  | 6  | +1 | 4 |
| Honduras    | 3 | 0  | 0 | 3 | 1  | 5  | –4 | 0 |

| 2009. október 24. 16:00 (UTC+1) |

| Honduras | 0–1               | Argentína  |
| -------- | ----------------- | ---------- |
|          | (0–0) Jegyzőkönyv | Araujo 58' |

| Abuja Stadion, Abuja Nézőszám: 19 560 Játékvezető: Massimo Busacca (svájci) |

| 2009. október 24. 19:00 (UTC+1) |

| Nigéria                                    | 3–3               | Németország                             |
| ------------------------------------------ | ----------------- | --------------------------------------- |
| Okoro 54' (11-esből) Omeruo 59' Egbedi 61' | (0–2) Jegyzőkönyv | Thy 21' Mustafi 39' Götze 47' Labus 53′ |

| Abuja Stadion, Abuja Nézőszám: 21 300 Játékvezető: Ravshan Ermatov (üzbég) |

| 2009. október 27. 16:00 (UTC+1) |

| Argentína                           | 2–1               | Németország |
| ----------------------------------- | ----------------- | ----------- |
| Espíndola 57' (11-esből) Araújo 59' | (0–1) Jegyzőkönyv | Götze 8'    |

| Abuja Stadion, Abuja Nézőszám: 14 400 Játékvezető: Koman Coulibaly (mali) |

| 2009. október 27. 19:00 (UTC+1) |

| Nigéria    | 1–0               | Honduras |
| ---------- | ----------------- | -------- |
| Ajagun 55' | (0–0) Jegyzőkönyv |          |

| Abuja Stadion, Abuja Nézőszám: 42 900 Játékvezető: Stéphane Lannoy (francia) |

| 2009. október 30. 16:00 (UTC+1) |

| Németország             | 3–1               | Honduras   |
| ----------------------- | ----------------- | ---------- |
| Thy 55' 56' Volland 73' | (0–0) Jegyzőkönyv | Lozano 46' |

| Abuja Stadion, Abuja Nézőszám: 3090 Játékvezető: Carlos Amarilla (paraguayi) |

| 2009. október 30. 16:00 (UTC+1) |

| Argentína | 1–2               | Nigéria                          |
| --------- | ----------------- | -------------------------------- |
| Orfano 2' | (1–1) Jegyzőkönyv | Ojabu 5' Emmanuel 72' (11-esből) |

| Abubarkar Tafawa Balewa Stadion, Bauchi Nézőszám: 11 467 Játékvezető: Jair Marrufo (amerikai) |

#### B csoport
| Csapat   | M | Gy | D | V | G+ | G– | Gk | P |
| -------- | - | -- | - | - | -- | -- | -- | - |
| Svájc    | 3 | 3  | 0 | 0 | 7  | 3  | +4 | 9 |
| Mexikó   | 3 | 2  | 0 | 1 | 3  | 2  | +1 | 6 |
| Brazília | 3 | 1  | 0 | 2 | 3  | 4  | –1 | 3 |
| Japán    | 3 | 0  | 0 | 3 | 5  | 9  | –4 | 0 |

| 2009. október 24. 16:00 (UTC+1) |

| Mexikó    | 0–2               | Svájc                                          |
| --------- | ----------------- | ---------------------------------------------- |
| Ponce 83′ | (0–2) Jegyzőkönyv | Kasami 22' Rodriguez 42' (öngól) Buff 60′, 65′ |

| Teslim Balogun Stadion, Lagos Nézőszám: 9870 Játékvezető: Michael Hester (új-zélandi) |

| 2009. október 24. 19:00 (UTC+1) |

| Brazília                                      | 3–2               | Japán                   |
| --------------------------------------------- | ----------------- | ----------------------- |
| Guilherme 26' Neymar 67' Kamita 90+4' (öngól) | (1–1) Jegyzőkönyv | Takagi 35' Sugimoto 84' |

| Teslim Balogun Stadion, Lagos Nézőszám: 15 254 Játékvezető: Howard Webb (angol) |

| 2009. október 27. 16:00 (UTC+1) |

| Svájc                                     | 4–3               | Japán                         |
| ----------------------------------------- | ----------------- | ----------------------------- |
| Seferović 43' 51' Xhaka 53' Rodríguez 74' | (1–2) Jegyzőkönyv | Miyayoshi 9' 20' Kojima 90+3' |

| Teslim Balogun Stadion, Lagos Nézőszám: 9920 Játékvezető: Carlos Batres (guatemalai) |

| 2009. október 27. 19:00 (UTC+1) |

| Brazília | 0–1               | Mexikó      |
| -------- | ----------------- | ----------- |
|          | (0–0) Jegyzőkönyv | Basulto 70' |

| Teslim Balogun Stadion, Lagos Nézőszám: 21 115 Játékvezető: Tom Henning Øvrebø (norvég) |

| 2009. október 30. 19:00 (UTC+1) |

| Japán | 0–2               | Mexikó               |
| ----- | ----------------- | -------------------- |
|       | (0–0) Jegyzőkönyv | Campos 65' Parra 79' |

| Teslim Balogun Stadion, Lagos Nézőszám: 17 105 Játékvezető: Stéphane Lannoy (francia) |

| 2009. október 30. 19:00 (UTC+1) |

| Svájc           | 1–0               | Brazília |
| --------------- | ----------------- | -------- |
| Ben Khalifa 21' | (1–0) Jegyzőkönyv |          |

| Abuja Stadion, Abuja Nézőszám: 4250 Játékvezető: Eddy Maillet (Seychelle-szigeteki) |

#### C csoport
| Csapat    | M | Gy | D | V | G+ | G– | Gk | P |
| --------- | - | -- | - | - | -- | -- | -- | - |
| Irán      | 3 | 2  | 1 | 0 | 3  | 0  | +3 | 7 |
| Kolumbia  | 3 | 1  | 2 | 0 | 4  | 3  | +1 | 5 |
| Hollandia | 3 | 1  | 0 | 2 | 3  | 4  | –1 | 3 |
| Gambia    | 3 | 0  | 1 | 2 | 3  | 6  | –3 | 1 |

| 2009. október 25. 16:00 (UTC+1) |

| Irán                     | 2–0               | Gambia                   |
| ------------------------ | ----------------- | ------------------------ |
| Sadeghian 44' Rezaei 84' | (1–0) Jegyzőkönyv | Sama 13′, 33′ Janneh 87′ |

| U.J. Esuene Stadion, Calabar Nézőszám: 9200 Játékvezető: Pablo Pozo (chilei) |

| 2009. október 25. 19:00 (UTC+1) |

| Kolumbia                 | 2–1               | Hollandia              |
| ------------------------ | ----------------- | ---------------------- |
| Castillo 56' Cordoba 72' | (0–0) Jegyzőkönyv | Ozyakup 69' (11-esből) |

| U.J. Esuene Stadion, Calabar Nézőszám: 10 100 Játékvezető: Jerome Damon (dél-afrikai) |

| 2009. október 28. 16:00 (UTC+1) |

| Hollandia                | 2–1               | Gambia                   |
| ------------------------ | ----------------- | ------------------------ |
| Castaignos 19' Boere 70' | (1–1) Jegyzőkönyv | E. Bojang 26' (11-esből) |

| U.J. Esuene Stadion, Calabar Nézőszám: 6800 Játékvezető: Ravshan Ermatov (üzbég) |

| 2009. október 28. 19:00 (UTC+1) |

| Irán | 0–0         | Kolumbia |
| ---- | ----------- | -------- |
|      | Jegyzőkönyv |          |

| U.J. Esuene Stadion, Calabar Nézőszám: 8600 Játékvezető: Michael Hester (új-zélandi) |

| 2009. október 31. 16:00 (UTC+1) |

| Gambia                    | 2–2               | Kolumbia                   |
| ------------------------- | ----------------- | -------------------------- |
| Samateh 19' E. Bojang 42' | (2–0) Jegyzőkönyv | Cuellar 78' 89' (11-esből) |

| U.J. Esuene Stadion, Calabar Nézőszám: 6100 Játékvezető: Howard Webb (angol) |

| 2009. október 31. 16:00 (UTC+1) |

| Hollandia | 0–1               | Irán        |
| --------- | ----------------- | ----------- |
|           | (0–1) Jegyzőkönyv | Gharibi 25' |

| Nnamdi Azikiwe Stadion, Enugu Nézőszám: 7461 Játékvezető: Carlos Batres (guatemalai) |

#### D csoport
| Csapat       | M | Gy | D | V | G+ | G– | Gk | P |
| ------------ | - | -- | - | - | -- | -- | -- | - |
| Törökország  | 3 | 2  | 1 | 0 | 6  | 2  | +4 | 7 |
| Burkina Faso | 3 | 1  | 1 | 1 | 5  | 3  | +2 | 4 |
| Új-Zéland    | 3 | 0  | 3 | 0 | 3  | 3  | 0  | 3 |
| Costa Rica   | 3 | 0  | 1 | 2 | 3  | 9  | –6 | 1 |

| 2009. október 25. 16:00 (UTC+1) |

| Törökország | 1–0               | Burkina Faso |
| ----------- | ----------------- | ------------ |
| Demir 3'    | (1–0) Jegyzőkönyv |              |

| Nnamdi Azikiwe Stadion, Enugu Nézőszám: 12 350 Játékvezető: Carlos Amarilla (paraguayi) |

| 2009. október 25. 19:00 (UTC+1) |

| Costa Rica   | 1–1               | Új-Zéland |
| ------------ | ----------------- | --------- |
| Campbell 35' | (1–1) Jegyzőkönyv | Built 19' |

| Nnamdi Azikiwe Stadion, Enugu Nézőszám: 16 850 Játékvezető: Eddy Maillet (Seychelle-szigeteki) |

| 2009. október 28. 16:00 (UTC+1) |

| Új-Zéland | 1–1               | Burkina Faso   |
| --------- | ----------------- | -------------- |
| Murie 57' | (0–1) Jegyzőkönyv | V. Nikiema 12' |

| Nnamdi Azikiwe Stadion, Enugu Nézőszám: 10 195 Játékvezető: Howard Webb (angol) |

| 2009. október 29. 15:00 (UTC+1) |

| Törökország                                                         | 4–1               | Costa Rica |
| ------------------------------------------------------------------- | ----------------- | ---------- |
| Ali Sahiner 3' Demir 33' Bekdemir 42' Iravul 70' Karakabak 14′, 52′ | (3–1) Jegyzőkönyv | Moya 44'   |

| Nnamdi Azikiwe Stadion, Enugu Nézőszám: 5632 Játékvezető: Jerome Damon (dél-afrikai) |

| 2009. október 31. 19:00 (UTC+1) |

| Burkina Faso                                       | 4–1               | Costa Rica              |
| -------------------------------------------------- | ----------------- | ----------------------- |
| Zoungrana 12' Ibrango 38' Louckmane 82' Traoré 90' | (2–0) Jegyzőkönyv | Golobio 86' A. Mora 13′ |

| Nnamdi Azikiwe Stadion, Enugu Nézőszám: 11 483 Játékvezető: Ravshan Ermatov (üzbég) |

| 2009. október 31. 19:00 (UTC+1) |

| Új-Zéland            | 1–1               | Törökország  |
| -------------------- | ----------------- | ------------ |
| Hobson-McVeigh 90+1' | (0–1) Jegyzőkönyv | Bekdemir 17' |

| U.J. Esuene Stadion, Calabar Nézőszám: 7000 Játékvezető: Martín Vázquez (uruguayi) |

#### E csoport
| Csapat                  | M | Gy | D | V | G+ | G– | Gk | P |
| ----------------------- | - | -- | - | - | -- | -- | -- | - |
| Spanyolország           | 3 | 3  | 0 | 0 | 9  | 3  | +6 | 9 |
| Egyesült Államok        | 3 | 2  | 0 | 1 | 3  | 2  | +1 | 6 |
| Egyesült Arab Emírségek | 3 | 1  | 0 | 2 | 3  | 4  | –1 | 3 |
| Malawi                  | 3 | 0  | 0 | 3 | 1  | 7  | –6 | 0 |

| 2009. október 26. 16:00 (UTC+1) |

| Egyesült Arab Emírségek | 2–0               | Malawi                                     |
| ----------------------- | ----------------- | ------------------------------------------ |
| Al Saffar 63' Sebil 81' | (0–0) Jegyzőkönyv | Lufeyo 31′, 68′ Gastin Simkonda 76′, 90+2′ |

| Sani Abacha Stadion, Kano Nézőszám: 8500 Játékvezető: Martín Vázquez (uruguayi) |

| 2009. október 26. 19:00 (UTC+1) |

| Spanyolország                  | 2–1               | Egyesült Államok |
| ------------------------------ | ----------------- | ---------------- |
| Borja 22' Sarabia 30' Gomez 2′ | (2–1) Jegyzőkönyv | McInerney 4'     |

| Sani Abacha Stadion, Kano Nézőszám: 19 500 Játékvezető: Kassai Viktor (magyar) |

| 2009. október 29. 16:00 (UTC+1) |

| Egyesült Államok | 1–0               | Malawi |
| ---------------- | ----------------- | ------ |
| Shinsky 54'      | (0–0) Jegyzőkönyv |        |

| Sani Abacha Stadion, Kano Nézőszám: 9000 Játékvezető: Massimo Busacca (svájci) |

| 2009. október 29. 19:00 (UTC+1) |

| Egyesült Arab Emírségek | 1–3               | Spanyolország                  |
| ----------------------- | ----------------- | ------------------------------ |
| Sebil 68'               | (0–2) Jegyzőkönyv | Isco 12' Borja 19' Carmona 88' |

| Sani Abacha Stadion, Kano Nézőszám: 20 000 Játékvezető: Wolfgang Stark (német) |

| 2009. november 1. 16:00 (UTC+1) |

| Malawi      | 1–4               | Spanyolország                           |
| ----------- | ----------------- | --------------------------------------- |
| Milanzi 82' | (0–1) Jegyzőkönyv | Carmona 32' Morata 60' 74' Espinosa 62' |

| Sani Abacha Stadion, Kano Nézőszám: 7000 Játékvezető: Pablo Pozo (chilei) |

| 2009. november 1. 16:00 (UTC+1) |

| Egyesült Államok | 1–0               | Egyesült Arab Emírségek |
| ---------------- | ----------------- | ----------------------- |
| McInerney 35'    | (1–0) Jegyzőkönyv |                         |

| Gateway Stadion, Ijebu-Ode Nézőszám: 13 780 Játékvezető: Koman Coulibaly (mali) |

#### F csoport
| Csapat      | M | Gy | D | V | G+ | G– | Gk | P |
| ----------- | - | -- | - | - | -- | -- | -- | - |
| Olaszország | 3 | 2  | 1 | 0 | 3  | 1  | +2 | 7 |
| Dél-Korea   | 3 | 2  | 0 | 1 | 6  | 3  | +3 | 6 |
| Uruguay     | 3 | 1  | 1 | 1 | 3  | 3  | 0  | 4 |
| Algéria     | 3 | 0  | 0 | 3 | 0  | 5  | –5 | 0 |

| 2009. október 26. 16:00 (UTC+1) |

| Uruguay                 | 1–3               | Dél-Korea                                          |
| ----------------------- | ----------------- | -------------------------------------------------- |
| Gallegos 60' (11-esből) | (0–1) Jegyzőkönyv | Nam Seung-Woo 13' Szon Hungmin 62' Lee Jong-Ho 90' |

| Ahmadou Bello Stadion, Kaduna Nézőszám: 13 700 Játékvezető: Wolfgang Stark (német) |

| 2009. október 26. 19:00 (UTC+1) |

| Algéria | 0–1               | Olaszország |
| ------- | ----------------- | ----------- |
|         | (0–0) Jegyzőkönyv | Carraro 78' |

| Ahmadou Bello Stadion, Kaduna Nézőszám: 18 418 Játékvezető: Jair Marrufo (amerikai) |

| 2009. október 29. 16:00 (UTC+1) |

| Olaszország                | 2–1               | Dél-Korea                   |
| -------------------------- | ----------------- | --------------------------- |
| Camporese 56' Iemmello 61' | (0–1) Jegyzőkönyv | Kim Dzsinszu 30' (11-esből) |

| Ahmadou Bello Stadion, Kaduna Nézőszám: 11 400 Játékvezető: Pablo Pozo (chilei) |

| 2009. október 29. 19:00 (UTC+1) |

| Uruguay               | 2–0               | Algéria |
| --------------------- | ----------------- | ------- |
| Luna 47' Gallegos 70' | (0–0) Jegyzőkönyv |         |

| Ahmadou Bello Stadion, Kaduna Nézőszám: 13 879 Játékvezető: Kassai Viktor (magyar) |

| 2009. november 1. 19:00 (UTC+1) |

| Dél-Korea                        | 2–0               | Algéria |
| -------------------------------- | ----------------- | ------- |
| Lee Jong-Ho 12' Szon Hungmin 22' | (2–0) Jegyzőkönyv |         |

| Ahmadou Bello Stadion, Kaduna Nézőszám: 14 755 Játékvezető: Michael Hester (új-zélandi) |

| 2009. november 1. 19:00 (UTC+1) |

| Olaszország | 0–0         | Uruguay |
| ----------- | ----------- | ------- |
|             | Jegyzőkönyv |         |

| Sani Abacha Stadion, Kano Nézőszám: 20 000 Játékvezető: Tom Henning Øvrebø (norvég) |

#### Harmadik helyezett csapatok sorrendje
Sorrend meghatározása

A FIFA versenyszabályzata alapján, a harmadik helyezettek sorrendjét az alábbiak alapján kellett meghatározni:
1. az összes mérkőzésen szerzett több pont
2. az összes mérkőzésen elért jobb gólkülönbség
3. az összes mérkőzésen szerzett több gól
4. jobb fair play pontszám
pontértékek:

−1 pont egy darab sárga lap
−3 pont egy darab piros lap (vagy egymást követő 2 sárga lap ugyanazon a mérkőzésen)
−4 pont egy darab sárga lap és egy utána következő piros lap ugyanazon a mérkőzésen
1. sorsolás

| Jelmagyarázat                                                                        |
| ------------------------------------------------------------------------------------ |
| A csoportok négy legjobb harmadik helyezettje bejutott az egyenes kieséses szakaszba |
| A csoportok két legrosszabb harmadik helyezettjének véget ért a világbajnokság       |

| Csoport | Csapat                  | M | Gy | D | V | G+ | G– | Gk | FP | P |
| ------- | ----------------------- | - | -- | - | - | -- | -- | -- | -- | - |
| A       | Németország             | 3 | 1  | 1 | 1 | 7  | 6  | +1 | –4 | 4 |
| F       | Uruguay                 | 3 | 1  | 1 | 1 | 3  | 3  | 0  | –3 | 4 |
| D       | Új-Zéland               | 3 | 0  | 3 | 0 | 3  | 3  | 0  | –3 | 3 |
| E       | Egyesült Arab Emírségek | 3 | 1  | 0 | 2 | 3  | 4  | –1 | –5 | 3 |
| B       | Brazília                | 3 | 1  | 0 | 2 | 3  | 4  | –1 | –6 | 3 |
| C       | Hollandia               | 3 | 1  | 0 | 2 | 3  | 4  | –1 | –6 | 3 |

### Egyenes kieséses szakasz
|  |                         |                         |                         |                      |                       |                       |                       |               |               |               |                      |                      |                      |  |  |       |       |       |
|  | Nyolcaddöntők           | Nyolcaddöntők           | Nyolcaddöntők           |                      |                       | Negyeddöntők          | Negyeddöntők          | Negyeddöntők  |               |               | Elődöntők            | Elődöntők            | Elődöntők            |  |  | Döntő | Döntő | Döntő |
|  | Nyolcaddöntők           | Nyolcaddöntők           | Nyolcaddöntők           |                      |                       | Negyeddöntők          | Negyeddöntők          | Negyeddöntők  |               |               | Elődöntők            | Elődöntők            | Elődöntők            |  |  | Döntő | Döntő | Döntő |
|  | november 4. – Ijebu-Ode |                         |                         |                      |                       |                       |                       |               |               |               |                      |                      |                      |  |  |       |       |       |
|  |                         |                         |                         |                      |                       |                       |                       |               |               |               |                      |                      |                      |  |  |       |       |       |
|  | A2                      | Argentína               | 2                       |                      |                       |                       |                       |               |               |               |                      |                      |                      |  |  |       |       |       |
|  | A2                      | Argentína               | 2                       | november 8. – Bauchi |                       |                       |                       |               |               |               |                      |                      |                      |  |  |       |       |       |
|  | C2                      | Kolumbia                | 3                       |                      |                       |                       |                       |               |               |               |                      |                      |                      |  |  |       |       |       |
|  | C2                      | Kolumbia                | 3                       |                      |                       | Kolumbia              | Kolumbia              | 1 (5)         |               |               |                      |                      |                      |  |  |       |       |       |
|  | november 4. – Enugu     |                         |                         |                      |                       | Kolumbia              | Kolumbia              | 1 (5)         |               |               |                      |                      |                      |  |  |       |       |       |
|  |                         |                         | Törökország             | Törökország          | 1 (3)                 |                       |                       |               |               |               |                      |                      |                      |  |  |       |       |       |
|  | D1                      | Törökország             | Törökország             | Törökország          | 1 (3)                 | 2                     |                       |               |               |               |                      |                      |                      |  |  |       |       |       |
|  | D1                      | Törökország             |                         |                      |                       | 2                     | november 12. – Lagos  |               |               |               |                      |                      |                      |  |  |       |       |       |
|  | BEF3                    | Egyesült Arab Emírségek | 0                       |                      |                       |                       |                       |               |               |               |                      |                      |                      |  |  |       |       |       |
|  | BEF3                    | Egyesült Arab Emírségek | 0                       |                      |                       | Kolumbia              | Kolumbia              | 0             |               |               |                      |                      |                      |  |  |       |       |       |
|  | november 4. – Lagos     |                         |                         |                      |                       | Kolumbia              | Kolumbia              | 0             |               |               |                      |                      |                      |  |  |       |       |       |
|  |                         |                         | Svájc                   | Svájc                | 4                     |                       |                       |               |               |               |                      |                      |                      |  |  |       |       |       |
|  | B1                      | Svájc                   | Svájc                   | Svájc                | 4                     | 4                     |                       |               |               |               |                      |                      |                      |  |  |       |       |       |
|  | B1                      | Svájc                   | november 8. – Ijebu-Ode |                      |                       | 4                     |                       |               |               |               |                      |                      |                      |  |  |       |       |       |
|  | ACD3                    | Németország             | 3                       |                      |                       |                       |                       |               |               |               |                      |                      |                      |  |  |       |       |       |
|  | ACD3                    | Németország             | 3                       |                      |                       | Svájc                 | Svájc                 | 2             |               |               |                      |                      |                      |  |  |       |       |       |
|  | november 4. – Kaduna    |                         |                         |                      |                       | Svájc                 | Svájc                 | 2             |               |               |                      |                      |                      |  |  |       |       |       |
|  |                         |                         | Olaszország             | Olaszország          | 1                     |                       |                       |               |               |               |                      |                      |                      |  |  |       |       |       |
|  | F1                      | Olaszország             | Olaszország             | Olaszország          | 1                     | 2                     |                       |               |               |               |                      |                      |                      |  |  |       |       |       |
|  | F1                      | Olaszország             |                         |                      |                       | 2                     | november 15. – Abuja  |               |               |               |                      |                      |                      |  |  |       |       |       |
|  | E2                      | Egyesült Államok        | 1                       |                      |                       |                       |                       |               |               |               |                      |                      |                      |  |  |       |       |       |
|  | E2                      | Egyesült Államok        | 1                       |                      |                       | Svájc                 | Svájc                 | 1             |               |               |                      |                      |                      |  |  |       |       |       |
|  | november 5. – Kano      |                         |                         |                      |                       | Svájc                 | Svájc                 | 1             |               |               |                      |                      |                      |  |  |       |       |       |
|  |                         |                         | Nigéria                 | Nigéria              | 0                     |                       |                       |               |               |               |                      |                      |                      |  |  |       |       |       |
|  | E1                      | Spanyolország           | Nigéria                 | Nigéria              | 0                     | 4                     |                       |               |               |               |                      |                      |                      |  |  |       |       |       |
|  | E1                      | Spanyolország           | november 9. – Kaduna    |                      |                       | 4                     |                       |               |               |               |                      |                      |                      |  |  |       |       |       |
|  | D2                      | Burkina Faso            | 1                       |                      |                       |                       |                       |               |               |               |                      |                      |                      |  |  |       |       |       |
|  | D2                      | Burkina Faso            | 1                       |                      |                       | Spanyolország         | Spanyolország         | 3 (4)         |               |               |                      |                      |                      |  |  |       |       |       |
|  | november 5. – Calabar   |                         |                         |                      |                       | Spanyolország         | Spanyolország         | 3 (4)         |               |               |                      |                      |                      |  |  |       |       |       |
|  |                         |                         | Uruguay                 | Uruguay              | 3 (2)                 |                       |                       |               |               |               |                      |                      |                      |  |  |       |       |       |
|  | C1                      | Irán                    | Uruguay                 | Uruguay              | 3 (2)                 | 1                     |                       |               |               |               |                      |                      |                      |  |  |       |       |       |
|  | C1                      | Irán                    |                         |                      |                       | 1                     | november 12. – Lagos  |               |               |               |                      |                      |                      |  |  |       |       |       |
|  | ABF3                    | Uruguay                 | 2                       |                      |                       |                       |                       |               |               |               |                      |                      |                      |  |  |       |       |       |
|  | ABF3                    | Uruguay                 | 2                       |                      |                       | Spanyolország         | Spanyolország         | 1             |               |               |                      |                      |                      |  |  |       |       |       |
|  | november 5. – Bauchi    |                         |                         |                      |                       | Spanyolország         | Spanyolország         | 1             |               |               |                      |                      |                      |  |  |       |       |       |
|  |                         |                         | Nigéria                 | Nigéria              | 3                     |                       |                       | Bronzmérkőzés | Bronzmérkőzés | Bronzmérkőzés |                      |                      |                      |  |  |       |       |       |
|  | B2                      | Mexikó                  | Nigéria                 | Nigéria              | 3                     | 1 (3)                 |                       |               |               | Bronzmérkőzés |                      |                      |                      |  |  |       |       |       |
|  | B2                      | Mexikó                  |                         |                      | november 9. – Calabar | november 9. – Calabar | november 9. – Calabar |               |               |               | november 15. – Abuja | november 15. – Abuja | november 15. – Abuja |  |  |       |       |       |
|  | F2                      | Dél-Korea               | 1 (5)                   |                      | november 9. – Calabar | november 9. – Calabar | november 9. – Calabar |               |               |               | november 15. – Abuja | november 15. – Abuja | november 15. – Abuja |  |  |       |       |       |
|  | F2                      | Dél-Korea               | 1 (5)                   |                      |                       | Dél-Korea             | Dél-Korea             | 1             | Kolumbia      | Kolumbia      | 0                    |                      |                      |  |  |       |       |       |
|  | november 5. – Abuja     |                         |                         |                      |                       | Dél-Korea             | Dél-Korea             | 1             | Kolumbia      | Kolumbia      | 0                    |                      |                      |  |  |       |       |       |
|  |                         |                         | Nigéria                 | Nigéria              | 3                     |                       |                       | Spanyolország | Spanyolország | 1             |                      |                      |                      |  |  |       |       |       |
|  | A1                      | Nigéria                 | Nigéria                 | Nigéria              | 3                     | 5                     |                       | Spanyolország | Spanyolország | 1             |                      |                      |                      |  |  |       |       |       |
|  | A1                      | Nigéria                 |                         |                      |                       |                       |                       |               |               |               |                      |                      |                      |  |  |       |       |       |
|  | CDE3                    | Új-Zéland               | 0                       |                      |                       |                       |                       |               |               |               |                      |                      |                      |  |  |       |       |       |
|  | CDE3                    | Új-Zéland               | 0                       |                      |                       |                       |                       |               |               |               |                      |                      |                      |  |  |       |       |       |

#### Nyolcaddöntők
| 2009. november 4. 16:00 (UTC+1) |

| Argentína                                        | 2–3               | Kolumbia                              |
| ------------------------------------------------ | ----------------- | ------------------------------------- |
| González Pírez 17' Araujo 57' Espindola 21′, 65′ | (1–0) Jegyzőkönyv | Murillo 63' Blanco 88' Quiñones 90+1' |

| Gateway Stadion, Ijebu-Ode Nézőszám: 12 460 Játékvezető: Wolfgang Stark (német) |

| 2009. november 4. 19:00 (UTC+1) |

| Törökország                    | 2–0               | Egyesült Arab Emírségek |
| ------------------------------ | ----------------- | ----------------------- |
| Furkan 2' Ufuk 90+2' Gokce 39′ | (1–0) Jegyzőkönyv |                         |

| Nnamdi Azikiwe Stadion, Enugu Nézőszám: 16 782 Játékvezető: Eddy Maillet (Seychelle-szigeteki) |

| 2009. november 4. 19:00 (UTC+1) |

| Svájc                                                                               | 4–3 (h. u.)                 | Németország                                       |
| ----------------------------------------------------------------------------------- | --------------------------- | ------------------------------------------------- |
| Rodríguez 35' Seferović 49' Gonçalves 101' Ben Khalifa 116' (11-esből) Hajrovic 90′ | (1–1, 2–2, 3–2) Jegyzőkönyv | Götze 39' Trinks 78' Mallı 118' Mustafi 67′, 106′ |

| Teslim Balogun Stadion, Lagos Nézőszám: 15 515 Játékvezető: Martín Vázquez (uruguayi) |

| 2009. november 4. 16:00 (UTC+1) |

| Olaszország              | 2–1               | Egyesült Államok              |
| ------------------------ | ----------------- | ----------------------------- |
| Beretta 29' Iemmello 56' | (1–0) Jegyzőkönyv | Palodichuk 51' Zavaleta 90+3′ |

| Ahmadou Bello Stadion, Kaduna Nézőszám: 11 301 Játékvezető: Carlos Amarilla (paraguayi) |

| 2009. november 5. 16:00 (UTC+1) |

| Spanyolország                              | 4–1               | Burkina Faso              |
| ------------------------------------------ | ----------------- | ------------------------- |
| Roberto 19' 56' 67' Carmona 83' (11-esből) | (1–1) Jegyzőkönyv | Ibrango 26' Soro 14′, 81′ |

| Sani Abacha Stadion, Kano Nézőszám: 14 000 Játékvezető: Michael Hester (új-zélandi) |

| 2009. november 5. 19:00 (UTC+1) |

| Irán                                | 1–2 (h. u.)                 | Uruguay            |
| ----------------------------------- | --------------------------- | ------------------ |
| Esmaeilzadeh 119' Shirazi 30′, 115′ | (0–0, 0–0, 0–1) Jegyzőkönyv | Gallegos 104' 117' |

| U.J. Esuene Stadion, Calabar Nézőszám: 3600 Játékvezető: Stéphane Lannoy (francia) |

| 2009. november 5. 16:00 (UTC+1) |

| Mexikó                     | 1–1 (h. u.)                 | Dél-Korea                                                  |
| -------------------------- | --------------------------- | ---------------------------------------------------------- |
| Madrigal 44'               | (1–0, 1–1, 1–1) Jegyzőkönyv | Kim Dong-Jin 90+2'                                         |
| Büntetőpárbaj              |                             |                                                            |
| Campos Basulto García Vera | 3–5                         | Lee Chang Ahn Jin-Bum Kim Dzsinszu Lee Jong-Ho Lee Min-Soo |

| Abubarkar Tafawa Balewa Stadion, Bauchi Nézőszám: 11 589 Játékvezető: Jerome Damon (dél-afrikai) |

| 2009. november 5. 19:00 (UTC+1) |

| Nigéria                                      | 5–0               | Új-Zéland   |
| -------------------------------------------- | ----------------- | ----------- |
| Egbedi 14' 28' S. Okoro 24' Emmanuel 75' 79' | (3–0) Jegyzőkönyv | Lindsay 35′ |

| Abuja Stadion, Abuja Nézőszám: 35 200 Játékvezető: Massimo Busacca (svájci) |

#### Negyeddöntők
| 2009. november 8. 16:00 (UTC+1) |

| Kolumbia                           | 1–1                         | Törökország              |
| ---------------------------------- | --------------------------- | ------------------------ |
| Ramos 90'                          | (0–1, 1–1, 1–1) Jegyzőkönyv | Demir 20'                |
| Büntetőpárbaj                      |                             |                          |
| Arias Murillo Ramos Cataño Cuellar | 5–3                         | Gulle Seker Iravul Alkan |

| Abubarkar Tafawa Balewa Stadion, Bauchi Nézőszám: 11 532 Játékvezető: Koman Coulibaly (mali) |

| 2009. november 8. 19:00 (UTC+1) |

| Svájc                               | 2–1               | Olaszország |
| ----------------------------------- | ----------------- | ----------- |
| Ben Khalifa 24' Buff 62' Veseli 63′ | (1–1) Jegyzőkönyv | Carraro 32' |

| Gateway Stadion, Ijebu-Ode Nézőszám: 13 482 Játékvezető: Kassai Viktor (magyar) |

| 2009. november 9. 16:00 (UTC+1) |

| Spanyolország                                 | 3–3               | Uruguay                                              |
| --------------------------------------------- | ----------------- | ---------------------------------------------------- |
| Isco 18' (11-esből) Borja 49' 51' Muniesa 45′ | (1–1) Jegyzőkönyv | Luna 11' Mezquida 71' Gallegos 84' Sarraute 16′, 31′ |
| Büntetőpárbaj                                 |                   |                                                      |
| S. Gómez Borja Aurtenetxe Sarabia Isco        | 4–2               | Gallegos Barreto Laureiro Mezquida                   |

| Ahmadou Bello Stadion, Kaduna Nézőszám: 10 281 Játékvezető: Carlos Batres (guatemalai) |

| 2009. november 9. 19:00 (UTC+1) |

| Dél-Korea        | 1–3               | Nigéria                        |
| ---------------- | ----------------- | ------------------------------ |
| Szon Hungmin 40' | (1–1) Jegyzőkönyv | Azeez 23' Ajagun 50' Envoh 85' |

| U.J. Esuene Stadion, Calabar Nézőszám: 9100 Játékvezető: Howard Webb (angol) |

#### Elődöntők
| 2009. november 12. 16:00 (UTC+1) |

| Kolumbia  | 0–4               | Svájc                                                                 |
| --------- | ----------------- | --------------------------------------------------------------------- |
| Arias 13′ | (0–2) Jegyzőkönyv | Ben Khalifa 14' (11-esből) Seferović 36' Martignoni 50' Rodríguez 68' |

| Teslim Balogun Stadion, Lagos Nézőszám: 18 011 Játékvezető: Michael Hester (új-zélandi) |

| 2009. november 12. 19:00 (UTC+1) |

| Spanyolország | 1–3               | Nigéria                    |
| ------------- | ----------------- | -------------------------- |
| Borja 83'     | (0–1) Jegyzőkönyv | Okoro 30' Emmanuel 61' 71' |

| Teslim Balogun Stadion, Lagos Nézőszám: 24 000 Játékvezető: Ravshan Ermatov (üzbég) |

#### Bronzmérkőzés
| 2009. november 15. 16:00 (UTC+1) |

| Kolumbia | 0–1               | Spanyolország |
| -------- | ----------------- | ------------- |
|          | (0–0) Jegyzőkönyv | Isco 75'      |

| Abuja Stadion, Abuja Nézőszám: 40 000 Játékvezető: Koman Coulibaly (mali) |

#### Döntő
| 2009. november 15. 19:00 (UTC+1) |

| Svájc         | 1–0               | Nigéria |
| ------------- | ----------------- | ------- |
| Seferović 63' | (0–0) Jegyzőkönyv |         |

| Abuja Stadion, Abuja Nézőszám: 60 000 Játékvezető: Martín Vázquez (uruguayi) |

### Díjak
| A 2009-es U17-es labdarúgó-világbajnokság győztese |
| -------------------------------------------------- |
| · Svájc · 1. cím                                   |

| 2. helyezett | 3. helyezett  | 4. helyezett |
| ------------ | ------------- | ------------ |
| Nigéria      | Spanyolország | Kolumbia     |

| Golden Ball        | Silver Ball        | Bronze Ball        |
| ------------------ | ------------------ | ------------------ |
| Sani Emmanuel      | Nassim Ben Khalifa | Ramón Azeez        |
| Golden Shoe        | Silver Shoe        | Bronze Shoe        |
| Borja González     | Sani Emmanuel      | Sebastián Gallegos |
| 5 gólos            | 5 gólos            | 5 gólos            |
| Golden Glove       |                    |                    |
| Benjamin Siegrist  |                    |                    |
| FIFA Fair Play díj |                    |                    |
| Nigéria            |                    |                    |

### Gólszerzők
| 5 gólos - Sani Emmanuel - Borja González - Haris Seferović - Sebastián Gallegos 4 gólos - Nassim Ben Khalifa 3 gólos - Sergio Araujo - Szon Hungmin - Mario Götze - Lennart Thy - Edafe Egbedi - Stanley Okoro - Ricardo Rodríguez - Adrià Carmona - Isco - Sergi Roberto - Muhammet Demir 2 gólos - Abdoulaye Ibrango - Lee Jong-Ho - Jack McInerney - Mohammad Sebil - Ebrima Bojang - Takumi Miyayoshi - Gustavo Cuellar - Abdul Ajagun - Federico Carraro - Pietro Iemmello - Álvaro Morata - Engin Bekdemir - Adrián Luna | 1 gólos - Esteban Espíndola - Leandro González Pírez - Esteban Orfano - Guilherme - Neymar - Victor Nikiema - Louckmane Ouedtraogo - Bertrand Traoré - Zidane Zoungrana - Joel Campbell - Juan Golobio - Jonathan Moya - Kim Dong-Jin - Kim Dzsinszu - Nam Seung-Woo - Nick Palodichuk - Alex Shinsky - Marwan Al Saffar - Lamin Sarjo Samateh - Tom Boere - Luc Castaignos - Oguzhan Ozyakup - Anthony Lozano - Afshin Esmaeilzadeh - Milad Gharibi - Kaveh Rezaei - Payam Sadeghian - Shuto Kojima - Szugimoto Kenjú - Yoshiaki Takagi - Jean Blanco - Fabian Castillo - Deiner Cordoba - Jeison Murillo - Jorge Luís Ramos - Héctor Quiñones | 1 gólos (folytatás) - Luke Milanzi - Miguel Basulto - Carlos Alberto Campos - Guillermo Madrigal - Carlos Parra - Shkodran Mustafi - Kevin Volland - Florian Trinks - Yunus Mallı - Ramón Azeez - Terry Envoh - Omoh Ojabu - Kenneth Omeruo - Giacomo Beretta - Michele Camporese - Oliver Buff - André Gonçalves - Pajtim Kasami - Bruno Martignoni - Granit Xhaka - Javier Espinosa - Pablo Sarabai - Ömer Ali Sahiner - Gokay Iravul - Furkan Şeker - Ufuk Özbek - Michael Built - Jack Hobson-McVeigh - Gordon Murie - Gabriel Mezquida 1 öngólos - Jun Kamita ( Brazília ellen) - José Rodriguez ( Svájc ellen) |

### Végeredmény
Az első négy helyezett utáni sorrend nem tekinthető hivatalosnak, mivel ezekért a helyekért nem játszottak mérkőzéseket. Ezért e helyezések meghatározásához az alábbiak lettek figyelembe véve:
1. több szerzett pont (a 11-esekkel eldöntött találkozók a hosszabbítást követő eredménnyel, döntetlenként vannak feltüntetve)
2. jobb gólkülönbség
3. több szerzett gól

| Helyezés | Nemzet                  | M | Gy | D | V | G+ | G– | Gk  | P  |
| -------- | ----------------------- | - | -- | - | - | -- | -- | --- | -- |
| Arany.   | Svájc                   | 7 | 7  | 0 | 0 | 18 | 7  | +11 | 21 |
| Ezüst.   | Nigéria                 | 7 | 6  | 1 | 0 | 17 | 7  | +10 | 19 |
| Bronz.   | Spanyolország           | 7 | 5  | 1 | 1 | 18 | 10 | +8  | 16 |
| 4..      | Kolumbia                | 7 | 2  | 3 | 2 | 8  | 11 | –3  | 9  |
|          |                         |   |    |   |   |    |    |     |    |
| 5..      | Törökország             | 5 | 3  | 2 | 0 | 9  | 3  | +6  | 11 |
| 6..      | Olaszország             | 5 | 3  | 1 | 1 | 6  | 4  | +2  | 10 |
| 7..      | Uruguay                 | 5 | 2  | 2 | 1 | 8  | 7  | +1  | 8  |
| 8..      | Dél-Korea               | 5 | 2  | 1 | 2 | 8  | 7  | +1  | 7  |
|          |                         |   |    |   |   |    |    |     |    |
| 9..      | Irán                    | 4 | 2  | 1 | 1 | 4  | 2  | +2  | 7  |
| 10..     | Mexikó                  | 4 | 2  | 1 | 1 | 4  | 3  | +1  | 7  |
| 11..     | Argentína               | 4 | 2  | 0 | 2 | 6  | 6  | 0   | 6  |
| 12..     | Egyesült Államok        | 4 | 2  | 0 | 2 | 4  | 4  | 0   | 6  |
| 13..     | Németország             | 4 | 1  | 1 | 2 | 10 | 10 | 0   | 4  |
| 14..     | Burkina Faso            | 4 | 1  | 1 | 2 | 6  | 7  | –1  | 4  |
| 15..     | Egyesült Arab Emírségek | 4 | 1  | 0 | 3 | 3  | 6  | –3  | 3  |
| 16..     | Új-Zéland               | 4 | 0  | 3 | 1 | 3  | 8  | –5  | 3  |
|          |                         |   |    |   |   |    |    |     |    |
| 17..     | Brazília                | 3 | 1  | 0 | 2 | 3  | 4  | –1  | 3  |
| =.       | Hollandia               | 3 | 1  | 0 | 2 | 3  | 4  | –1  | 3  |
| 19..     | Gambia                  | 3 | 0  | 1 | 2 | 3  | 6  | –3  | 1  |
| 20..     | Costa Rica              | 3 | 0  | 1 | 2 | 3  | 9  | –6  | 1  |
| 21..     | Japán                   | 3 | 0  | 0 | 3 | 5  | 9  | –4  | 0  |
| 22..     | Honduras                | 3 | 0  | 0 | 3 | 1  | 5  | –4  | 0  |
| 23..     | Algéria                 | 3 | 0  | 0 | 3 | 0  | 5  | –5  | 0  |
| 24..     | Malawi                  | 3 | 0  | 0 | 3 | 1  | 7  | –6  | 0  |